# Nudistička plaža Supetar
Nudistička plaža Supetar nalazi se na istoimeniom otočiću Supetar 0,5 nautičkih milja sjeverozapadno od Cavtata.
Na otočiću se nalazi restoran a zbog svoje izoliranosti plaža je namijenjena nudistima ali i običnim kupačima.